# Famille de Cathelineau
Pour les articles homonymes, voir Cathelineau.
 (septembre 2023).
La famille de Cathelineau est une famille subsistante de la noblesse française, originaire de l'Anjou.
Elle s'est illustrée durant trois générations dans la défense de l'Église et de la monarchie capétienne avec Jacques Cathelineau, premier généralissime de l'armée catholique et royale durant la guerre de Vendée, puis son fils Jacques-Joseph de Cathelineau, contre-révolutionnaire, puis son petit-fils Henri de Cathelineau, officier.

## Histoire
La famille de Cathelineau est originaire de la région des Mauges, parfois appelée Vendée angevine, correspondant au sud-ouest de l'actuel département de Maine-et-Loire et de l'ancienne province d'Anjou.
Cette famille s'est illustrée durant trois générations dans la défense de l'Église et de la monarchie capétienne (légitimisme) :
En 1756, Jean Cathelineau, artisan au Pin-en-Mauges (Anjou), épousa Perrine Hudon. Quatre de leurs fils perdirent la vie pendant la Révolution française, entre 1793 et 1794, au cours de la guerre de Vendée, parmi lesquels Jacques Cathelineau, dit le Saint de l'Anjou, certainement le plus connu, qui fut le premier généralissime de l'armée catholique et royale de Vendée.
Jacques-Joseph de Cathelineau, dit le Saint de la Garde de Charles X, fils de Jacques Cathelineau, fut anobli par le roi Louis XVIII et participa à l'insurrection royaliste de 1832 suscitée dans l'Ouest de la France par la duchesse de Berry contre la Monarchie de Juillet. Il fut sommairement exécuté en 1832 par les gendarmes de Louis-Philippe.
À la troisième génération, Henri de Cathelineau, fils de Jacques-Joseph de Cathelineau, prit le chemin de l'exil après l'échec du soulèvement de 1832. Il se distingua par la création en 1860 d'un ordre militaire au service du Pape Pie IX pour la défense de l'indépendance des États pontificaux, et par la formation d'un corps franc de volontaires lors de la guerre de 1870 au cours de laquelle il fut nommé général de brigade à titre auxiliaire.

## Personnalités
Les quatre qui suivent sont frères :
- Jean Cathelineau (1756-1793), qui périt en décembre 1793 dans le désastre de Savenay, au retour de la Virée de Galerne ;
- Jacques Cathelineau (1759-1793), dit le Saint de l'Anjou, généralissime des armées vendéennes, mortellement blessé à l'été 1793 lors de la bataille de Nantes ;
- Pierre Cathelineau (1767-1794), touché au combat en mars 1794 et décédé des suites de ses blessures, victime des « colonnes infernales » ;
- Joseph Cathelineau (1772-1793), capturé, condamné à mort et guillotiné en mars 1793 ;

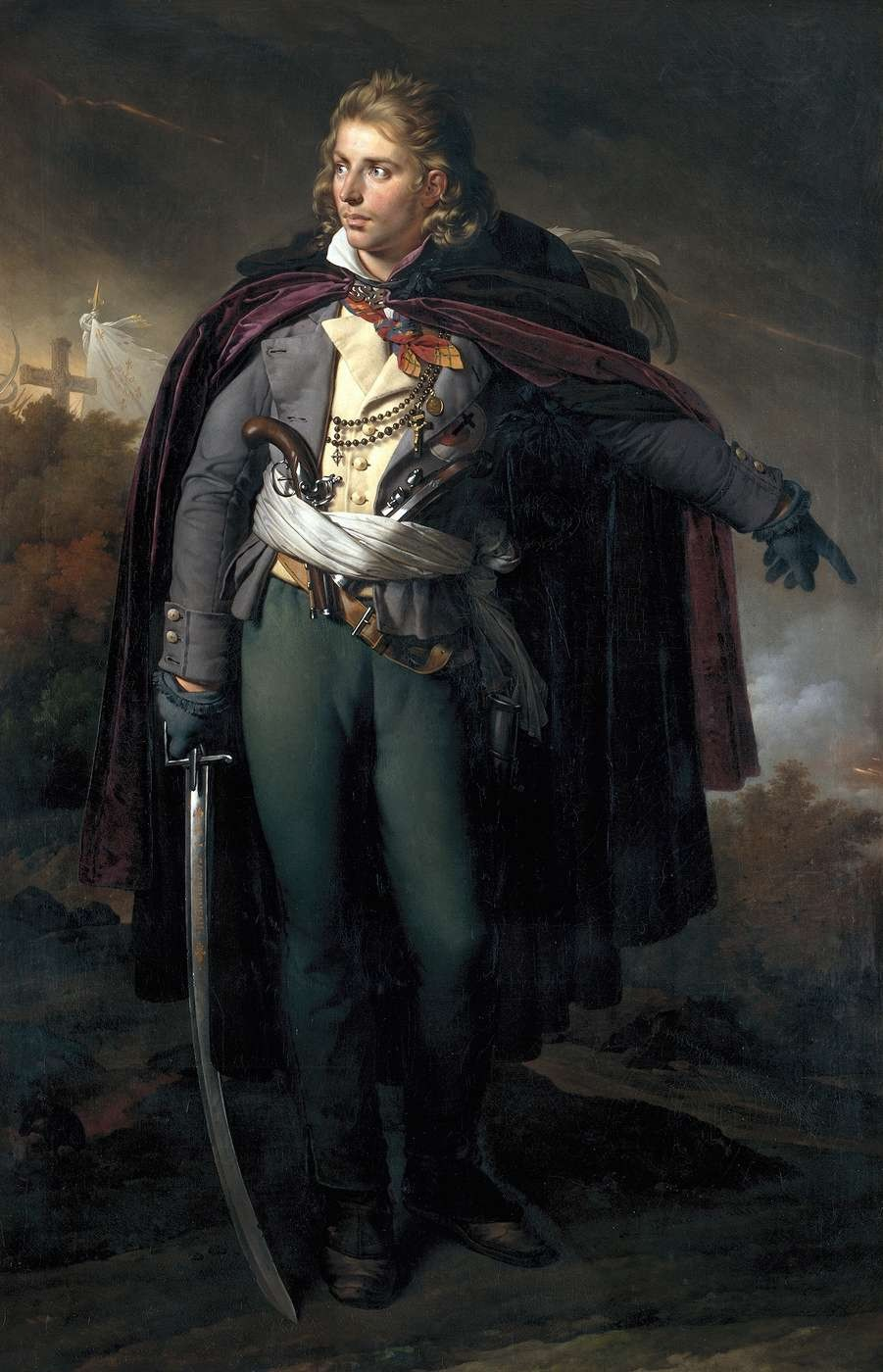
Jacques Cathelineau

- Jacques-Joseph de Cathelineau (1787-1832), dit le Saint de la Garde, tué en 1832 au cours du soulèvement royaliste de l'Ouest de la France ;
- Henri de Cathelineau (1813-1891), commandant de volontaires pontificaux, général de brigade à titre auxiliaire ;
- Gérard de Cathelineau (1921-1957), capitaine d'infanterie, mort pour la France en Algérie, parrain de la 163e promotion de l'École spéciale militaire de Saint-Cyr ;

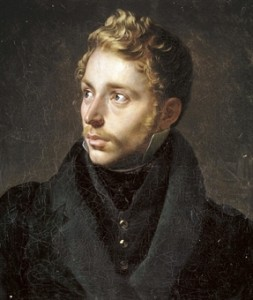
Jacques-Joseph de Cathelineau
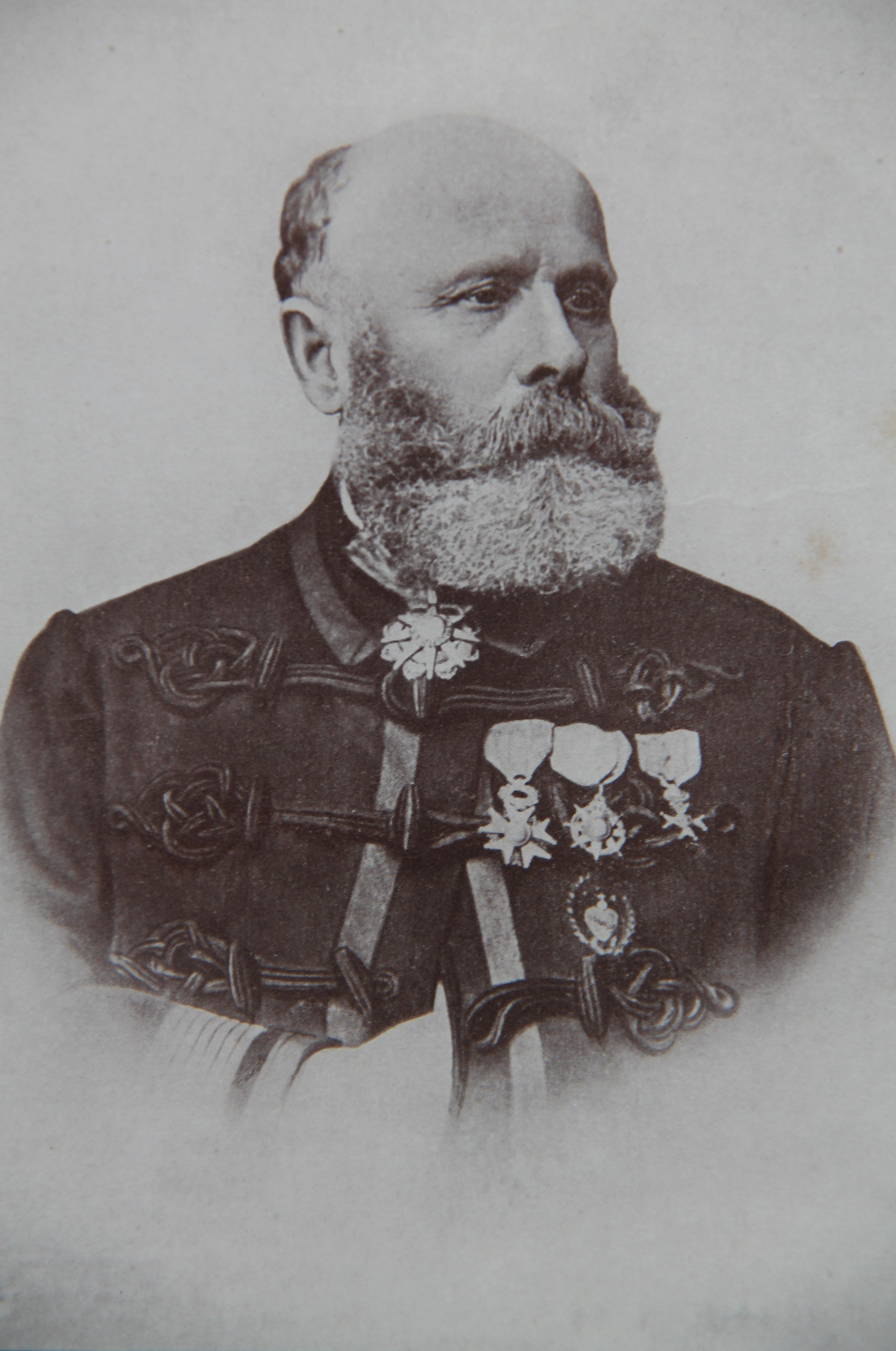
Henri, comte de Cathelineau

## Principe de noblesse, armes, devise, titre
La famille de Cathelineau a été anoblie sous la Seconde Restauration par ordonnance du roi Louis XVIII en date du 14 mars 1816, suivie de la délivrance le 15 novembre 1817 de lettres patentes, avec règlement d'armoiries, en faveur de Jacques-Joseph de Cathelineau (une particule a été adjointe à son patronyme) en considération des mérites de son père Jacques Cathelineau.
Les armes de la famille de Cathelineau sont désignées dans les lettres de noblesse du 15 novembre 1817 comme suit : « D'azur, à un étendard d'argent, monté d'or, chargé d'un cœur de gueules, sommé d'une croix du même ». Telles qu'elles sont de surcroît figurées dans lesdites lettres, elles peuvent être décrites d'une manière plus précise et plus complète conformément au blasonnement, couramment repris, ci-après : « D'azur, à la hampe fleurdelysée d'or posée en bande, à la banderole d'argent chargée d'une croix alaisée de gueules, fichée dans un cœur de même ».
La devise de la famille de Cathelineau est « Dieu et le Roi ».
À l'occasion du mariage, en 1845, d'Henri de Cathelineau, aîné de la famille, avec Victoire de Kermel, Henri d'Artois, « comte de Chambord », chef de la Maison de France, fit timbrer leurs armes d'une couronne comtale. Le titre de comte est porté comme titre de courtoisie par la branche de la famille de Cathelineau issue de cette union.
Cette famille, encore représentée de nos jours, elle a été admise à l'Association d'entraide de la noblesse française (ANF) le 9 juin 1983.

## Lieux de mémoire
- Chapelle Saint-Charles, communément appelée chapelle Cathelineau, à Saint-Florent-le-Vieil (Maine-et-Loire), qui abrite le tombeau de Jacques Cathelineau et de son fils Jacques-Joseph de Cathelineau ; elle fait l'objet d'une inscription au titre des monuments historiques ;
- Église Saint-Pavin, au Pin-en-Mauges (Maine-et-Loire), qui renferme un cénotaphe érigé à la mémoire de Jacques Cathelineau, Jacques-Joseph de Cathelineau et Henri de Cathelineau, sous lequel sont réunis quelques restes des deux premiers et la dépouille du troisième ; on y trouve également quinze vitraux réalisés par le maître-verrier Jean Clamens et inscrits au titre des monuments historiques, consacrés aux principaux généraux vendéens, plus particulièrement Jacques Cathelineau, ainsi qu'à l'histoire de la famille de Cathelineau ;

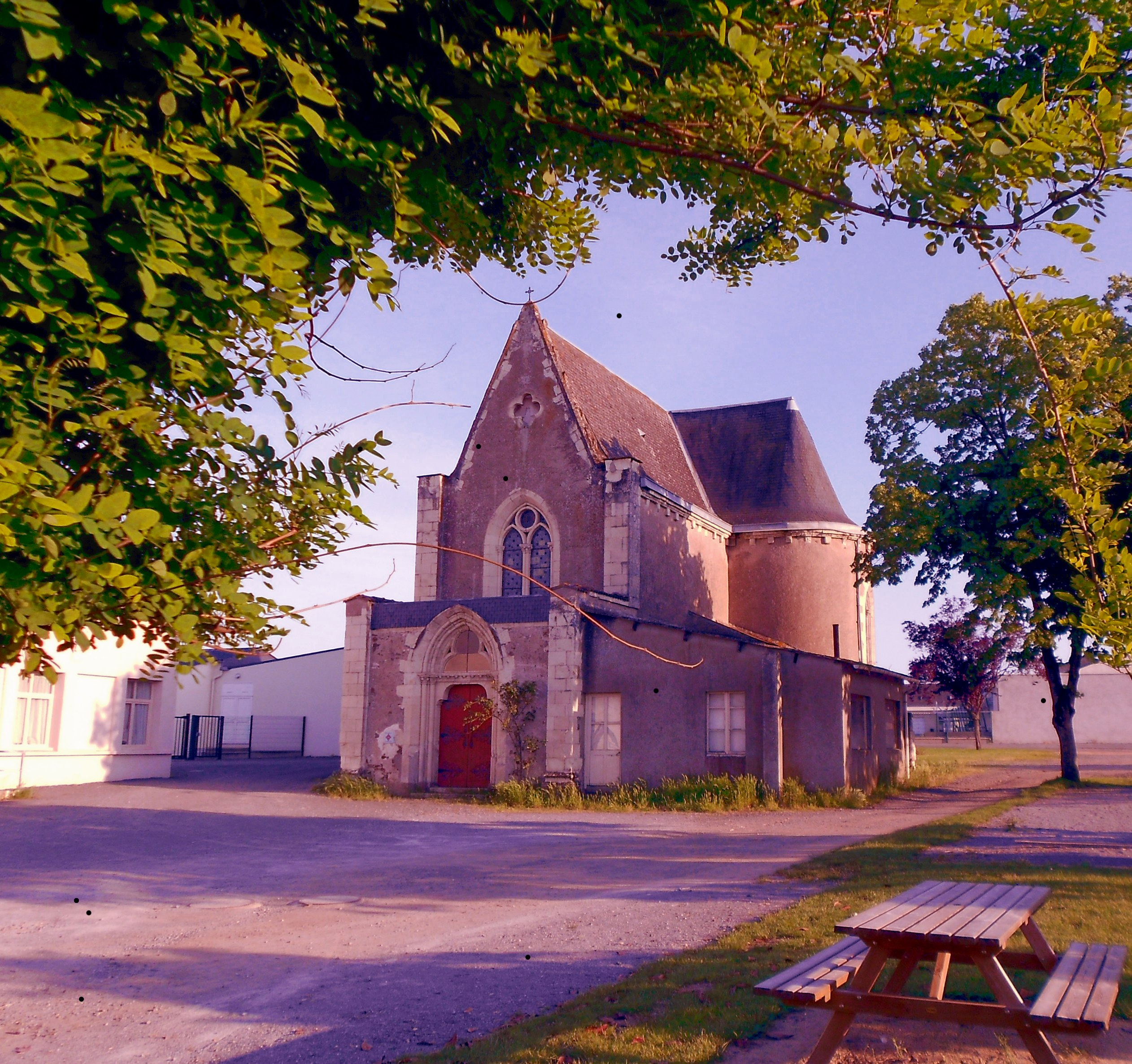
Chapelle Cathelineau, à Saint-Florent-le-Vieil (Maine-et-Loire)

## Alliances
Les principales alliances de la famille de Cathelineau sont : de Kermel (1845), Beauchef de Servigny (1849), de Lavaulx (1868), d'Aubigny (1873), de Vernière (1875), de Clinchamp-Bellegarde (1878), de Laage de Meux (1884), de Gennes (1895), Dubard, Mazier, de La Jaille (XXe), Giraudet de Boudemange, Frotier de La Coste-Messeliere (XXIe).

### Littérature
Anne-Albe-Cornélie de Beaurepaire (roman historique), Les Cathelineau, Ars Magna, coll. « Le Lys rouge », 1855, rééd. 2019, 309 p..